# Aymen Belaïd
Aymen Belaïd (in arabo أيمن بلعيد‎?; Parigi, 2 gennaio 1989) è un calciatore tunisino con cittadinanza francese, difensore del Créteil-Lusitanos.

## Biografia
È fratello di Tijani Belaid, ex centrocampista della nazionale tunisina.

## Caratteristiche tecniche
È un difensore centrale.

## Carriera

### Nazionale
Ha esordito con la nazionale tunisina il 16 ottobre 2012 in occasione dell'amichevole vinta 1-0 contro l'Egitto.

## Statistiche

### Presenze e reti nei club
Statistiche aggiornate al 19 agosto 2018.

### Cronologia presenze e reti in nazionale
| Cronologia completa delle presenze e delle reti in nazionale ― Tunisia | Cronologia completa delle presenze e delle reti in nazionale ― Tunisia | Cronologia completa delle presenze e delle reti in nazionale ― Tunisia | Cronologia completa delle presenze e delle reti in nazionale ― Tunisia | Cronologia completa delle presenze e delle reti in nazionale ― Tunisia | Cronologia completa delle presenze e delle reti in nazionale ― Tunisia | Cronologia completa delle presenze e delle reti in nazionale ― Tunisia | Cronologia completa delle presenze e delle reti in nazionale ― Tunisia |
| Data                                                                   | Città                                                                  | In casa                                                                | Risultato                                                              | Ospiti                                                                 | Competizione                                                           | Reti                                                                   | Note                                                                   |
| ---------------------------------------------------------------------- | ---------------------------------------------------------------------- | ---------------------------------------------------------------------- | ---------------------------------------------------------------------- | ---------------------------------------------------------------------- | ---------------------------------------------------------------------- | ---------------------------------------------------------------------- | ---------------------------------------------------------------------- |
| 16-10-2012                                                             | Abu Dhabi                                                              | Egitto                                                                 | 0 – 1                                                                  | Tunisia                                                                | Amichevole                                                             | -                                                                      | 46’                                                                    |
| 14-11-2012                                                             | Susa                                                                   | Tunisia                                                                | 1 – 2                                                                  | Svizzera                                                               | Amichevole                                                             | -                                                                      | 70’                                                                    |
| Totale                                                                 |                                                                        | Presenze                                                               | 2                                                                      |                                                                        | Reti                                                                   | 0                                                                      |                                                                        |